# Власов, Иван Евстафьевич
Иван Евстафьевич Власов (1628, Москва — 1710, Москва) — дипломат и воевода Русского царства.
Получил хорошее образование, знал латынь. С 1647 года — московский дворянин. В 1656 году участвовал в посольстве в Венецию.
С 1674 года служил воеводой в Арзамасе. В феврале 1680 года назначен воеводой в Иркутск. Вступил в должность в начале 1681 года. Иркутскому воеводе подчинялись Селенгинский, Баунтовский, Баргузинский и Удинский остроги. Воевода отвечал за сбор ясака, должен был собирать сведения о Китае, Индии и других странах, разыскивать полезные ископаемые. Служилые люди должны были расспрашивать местных жителей о месторождениях, доставлять воеводе образцы руд, которые оправлялись в Москву, или их изучали на месте, если имелись соответствующие специалисты.
Власов при помощи служилых людей в Селенгинске и Иркутске обнаружил слюду, и различные руды. Способствовал расширению солеварения (например, Селенгинский солеваренный завод). Распространял христианство среди тунгусов, бурят, используя царские крестильные подарки.
В феврале 1684 года назначен нерчинским воеводой. Основал Нерчинский сереброплавильный завод. В то время в России не было собственного производства серебра (см. также Медный бунт). Завод стал одним из крупнейших металлургических производств России.
Власов способствовал развитию хлебопашества в бассейне реки Шилки. При нём началась добыча соли из Борзинского соляного озера, велась добыча железной руды в районе Телембинского острога.
Власов укрепил Албазинский острог, поддерживал продовольствием во время китайской осады.
В 1686 году в Москве было принято решение о начале переговоров с Китаем. Для их проведения были назначены полномочные послы: окольничий Фёдор Головин и воевода Иван Власов. В 1689 году был заключён Нерчинский договор. В августе того же года Власов участвовал в ликвидации опасности китайской осады Нерчинска. В сентябре — октябре вместе с Головиным укрепил Нерчинск.
Власов получил чин стольника и наместника Елатомского. За участие в переговорах по заключению Нерчинского договора был награждён царской грамотой и шестью золотыми червонцами с изображением царей. Награду доставил из Москвы в 1690 году стольник Ф. И. Скрипицын, который был назначен нерчинским воеводой.
Власов вернулся в Москву, и в феврале 1691 года был принят царями Иваном и Петром.
В 1695 году живописцем Г. Н. Адольским был написан портрет Власова.
Умер в 1710 году в Москве.